# كأس آسيا 2031
كأس آسيا 2031 هي النسخة العشرون من كأس آسيا، وهي بطولة كرة القدم الدولية للرجال التي تقام كل أربع سنوات في آسيا وينظمها الاتحاد الآسيوي لكرة القدم. ويشارك في البطولة 24 منتخباً بعد التوسعة في نسخة 2019.

## اختيار البلد المضيف

### العروض المؤكدة
- إندونيسيا

أعلنت إندونيسيا عن نيتها التقدم بطلب لاستضافة كأس آسيا 2031 في 11 ديسمبر 2024. وقد شاركت إندونيسيا سابقًا في استضافة نسخة 2007 مع ماليزيا، تايلاند وفيتنام. من المقرر أن يحتوي العرض على ملاعب مثل ملعب غيلورا بونغ كارنو، ملعب جاكرتا الدولي، ملعب جالاك هاروبات سوريانغ، ملعب غيلورا سريويجايا، ملعب باكانساري، ملعب جيلورا بونج تومو، ملعب ماناهان وملعب شمال سومطرة.
- الكويت

أعلن الاتحاد الكويتي لكرة القدم عن تقديم ملف لاستضافة كأس آسيا 2031 في 30 ديسمبر 2024 وذلك بعد ختام كأس الخليج العربي 26. وكانت الكويت قد استضافت سابقًا كأس آسيا 1980.
من بين الملاعب التي ستستضيف البطولة: استاد جابر الأحمد الدولي، استاد جابر المبارك الصباح بالإضافة إلى ملعبين من المقرر استكمال بنائهما في عام 2025. كما تخطط الكويت لبناء ملاعب إضافية تتماشى مع معايير الاتحاد الآسيوي لكرة القدم والاتحاد الدولي لكرة القدم.

## وصلات خارجية
- AFC Asian Cup, the-AFC.com